# Ann Herendeen
Ann Herendeen é uma autora americana de ficção popular. Os romances de Herendeen são notáveis por sua alteridade do romance tradicional.

## Background
Natural de Nova Iorque e moradora do Brooklyn por toda a vida, Herendeen se formou com honras em Inglês pela Universidade de Princeton. Ela também possui mestrado em Biblioteconomia pelo Pratt Institute.

## Phyllida and the Brotherhood of Philander
O primeiro romance de Herendeen, Phyllida and the Brotherhood of Philander, foi lançado inicialmente por uma editora subsidiada com o subtítulo A Bisexual Regency Romance, em 2005. A Harper Collins lançou uma versão ligeiramente alterada do livro em 2008, sem esse subtítulo. O romance atípico da Regência de Herendeen introduz uma história central de amor entre pessoas do mesmo sexo em um conto ambientado na Regência sobre um casamento de conveniência que, de outra forma, obedece a muitas das convenções do gênero romance. A heroína Phyllida, uma autora, oferece ao herói uma contrapartida de liberdade "irregular" no casamento: a liberdade sexual dele em troca da liberdade literária e profissional dela. O romance oferece o relato genericamente necessário do desenvolvimento dos laços eróticos e ternos do casal, passando por provações até um compromisso profundo e permanente, enquanto a autoria de Phyllida fornece ao texto de Herendeen uma característica metaficcional comum do gênero romântico pós-moderno: um romance dentro do romance, explorando a sexualidade proibida à moda da época. Passagens da ficção de Phyllida são apresentadas como pastiches da grande tradição gótica (por exemplo, Charles Maturin, Ann Radcliffe, Matthew "Monk" Lewis, Clara Reeve, Mary Shelley), cuja linguagem e convenções são ao mesmo tempo ridicularizadas e apreciadas.
De acordo com Herendeen:
[Phyllida and the Brotherhood of Philander] adotou uma forma tradicional de Georgette Heyer do romance da Regência —- uma comédia de costumes espirituosa e de salão -- tornou-a mais sexy e estranha ao tornar o herói "ligeiramente bissexual" .... A ideia era usar todos os clichês ou tropos padrão desses romances m/f [masculino e feminino] -— o herói libertino alfa, o casamento de conveniência e o grupo de amigos do herói Bertie Wooster —- para contar um romance m/m/f, dando ao herói um hea [felizes para sempre] com sua esposa e seu namorado.
Pamela Regis, do McDaniel College, autora de A Natural History of the Romance Novel, apresenta Phyllida e a Irmandade de Philander como evidência contra o que ela afirma ser o mito da natureza fundamentalmente socialmente reacionária do gênero. Em seu artigo na nova edição de The Cambridge History of the American Novel, Regis argumenta:
Em [Phyllida and the Brotherhood of Philander], valores sentimentais domesticam práticas sexuais e estruturas familiares que eram (e ainda são em alguns casos) contra a lei. Romances como Phyllida que o romance, outrora ridicularizado por sua ideologia heteronormativa, está se mostrando mais inclusivo do que a sociedade em geral. 
("Female Genre Fiction in the 20th Century," in The Cambridge History of the American Novel, 2011 p. 857)

## Pride/Prejudice
O segundo romance de Herendeen, Pride/Prejudice, é uma contribuição da ficção slash ao imenso catálogo de mash-ups, sequências, fanfics, recontagens, atualizações, spin-offs e homenagens ao célebre romance de Jane Austen. Pride/Prejudice narra a história original de Austen, revelando as intimidades "proibidas" entre o Sr. Darcy e o Sr. Bingley e entre Elizabeth Bennet e Charlotte Lucas. A crítica do Salon, Laura Miller, observou que a linguagem de Herendeen em Pride/Prejudice é a mais bem-sucedida dos derivados de Austen em "aproximar-se do estilo de Austen sem imitá-lo".
O romance foi finalista do Prêmio Literário Lambda de 2010 na categoria "ficção bissexual".

## ECLIPSIS: Lady Amalie's Memoirs
Herendeen é autora de uma série de romances de fantasia de "espada e feitiçaria". O primeiro romance da série, Recognition, foi autopublicado como e-book em 2011.

## Trabalho crítico e académico
Herendeen é uma de um número crescente de autores de romance (por exemplo. Jennifer Crusie, Pam Rosenthal, Lauren Willig, Jayne Ann Krentz) e acadêmicos a levar o romance de gênero a sério como um objeto de estudo, e não apenas através das lentes da sociologia. Herendeen deu palestras e participou de painéis em conferências dedicadas ao seu gênero. Sua palestra, "Having It Both Ways, or Writing From the Third Perspective: The Revolutionary M/M/F Ménage Romance Novel" foi apresentada na conferência de 2009 da Universidade de Princeton: "Love as the Practice of Freedom? Romance Fiction and American Culture", um evento que mudou o status da pesquisa em romance de gênero. Na conferência de 2011 da Associação Internacional para o Estudo do Romance Popular, em Nova Iorque, Herendeen participou no painel "The Erotics of Property", apresentando um artigo intitulado "The Upper-Class Bisexual Top as Romantic Hero: (Pre)Dominant In the Social Structure and in the Bedroom."

## Bibliografia

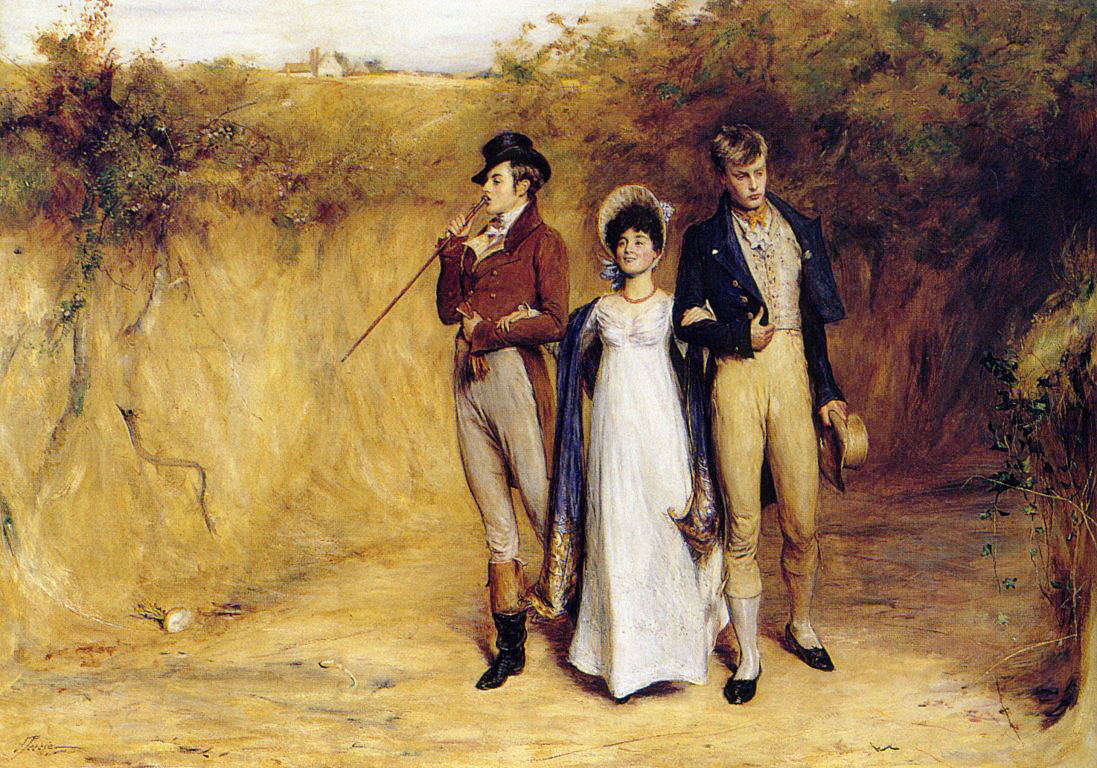
Two Strings To Her Bow, de John Pettie (1882), é uma fantasia do dândi da Regência da era de Oscar Wilde e do dândi eduardiano. Ele aparece na capa da edição de bolso de 2008 da Harper de Phyllida and the Brotherhood of Philander.